# 水ヶ沢山
座標: 北緯40度57分9.6秒 東経140度54分56.9秒 / 北緯40.952667度 東経140.915806度

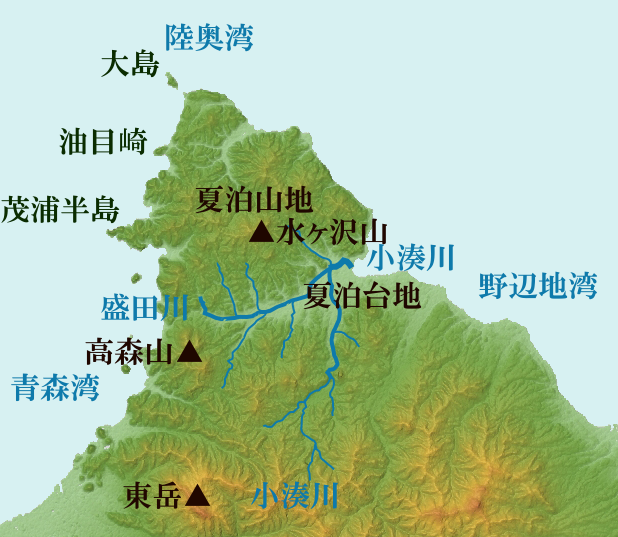
水ヶ沢山の周辺の主要地形

水ヶ沢山（みずがさわやま）は青森県東青地域（津軽地方東部）の平内町にある山で、標高323.4メートル。
水ヶ沢山は夏泊半島（夏泊山地）の中央に位置し、小湊川支流盛田川以北では最高峰である。山腹には東北電力の中継所がある。山頂には漁業用と青森県土木事務所の2本の無線アンテナが設置されており、一等三角点「水沢山」（標高323.26メートル）がある。
東の尾根の鞍部には小湊越（標高150メートル）という旧峠があり、かつて夏泊半島に道路が整備されていなかった時代には小湊（平内町の中心部）と半島北部を繋ぐ数少ない陸路として利用されていた。1953年（昭和28年）にはここを改修して自動車の通行もできるようになった。のちに県道9号が開通して半島を周回できるようになると、小湊越は廃れた。

### 書誌情報
- 新・分県登山ガイド改訂版1『青森県の山』,いちのへ義孝／著,山と渓谷社,2010,2014（初版第2刷）,ISBN 978-4-635-02351-1
- 『角川日本地名大辞典2 青森県』,角川書店,1985